# Philippe Perrin
Philippe Perrin (Meknesz, Marokkó, 1963. január 6. –) francia pilóta, mérnök, űrhajós, ezredes.

## Életpálya
1982-ben az Ecole Polytechnique (Párizs) keretében szerzett mérnöki diplomát. Katonai szolgálatát a haditengerészet kötelékében töltötte. 1985-ben megvédte mérnöki diplomáját, egyben belépett a francia légierő (Air Force) kötelékébe. 1986-ban pilóta jogosítványt szerzett. 1987-1991 között Strasbourgban, Afrikában és Szaúd-Arábiában teljesített szolgálatot. Szolgálati repülőgépe a Mirage F1CR volt. 1993-1995 között tesztpilóta kiképzésben részesült. Tesztpilótaként a Mirage 2000-5 változatait, műszerezettségét, fegyverzetét tesztelte. Több mint2500 órát töltött a levegőben, több mint 30 repülőgépet vezetett (köztük az Airbust), illetve tesztelt.
Az Európai Űrügynökség (ESA) 1991-ben 61 európai jelölt közül választották ki a hat francia űrhajóst. Nem kapott lehetőséget űrszolgálatra. A Francia Űrügynökség (CNES) előbb elküldte a Jurij Gagarin Űrhajóskiképző Központba, ahol kettő hónapot tréningezett. Majd a NASA Űrhajózási Hivatallal történt megállapodás alapján 1996. augusztustól a Lyndon B. Johnson Űrközpontban részesült űrhajóskiképzésben. Egy űrszolgálata alatt összesen 13 napot, 20 órát és 35 percet (332 óra) töltött a világűrben. Három űrséta (kutatás, szerelés) alatt összesen 19 óra és 31 percet töltött a világűrben. 2002 decemberében került át CNES -től az ESA űrhajósok testületébe. Űrhajós pályafutását 2004 májusában fejezte be. 2004-ben az Airbus Industry Toulouse tesztpilótája lett.

## Űrrepülések
STS–111, a Endeavour űrrepülőgép 18. repülésének küldetésfelelőse. Az ISS személyzetét váltották, logisztikai anyagokat, eszközöket szállítottak. Felszerelték a P6 rácselemet, visszanyertek kutatási anyagokat, megjavították a Canadarm2 manipulátor egyik mozgató csuklórendszerét. Első űrszolgálata alatt összesen 13 napot, 20 órát és 35 percet (332 óra) töltött a világűrben. Három űrséta (kutatás, szerelés) alatt összesen, Franklin Chang Diaz társaságában 19 óra és 31 percet töltött a világűrben. 9 300 000 kilométert (5 800 000 mérföldet) repült.